# Sanukitoïde

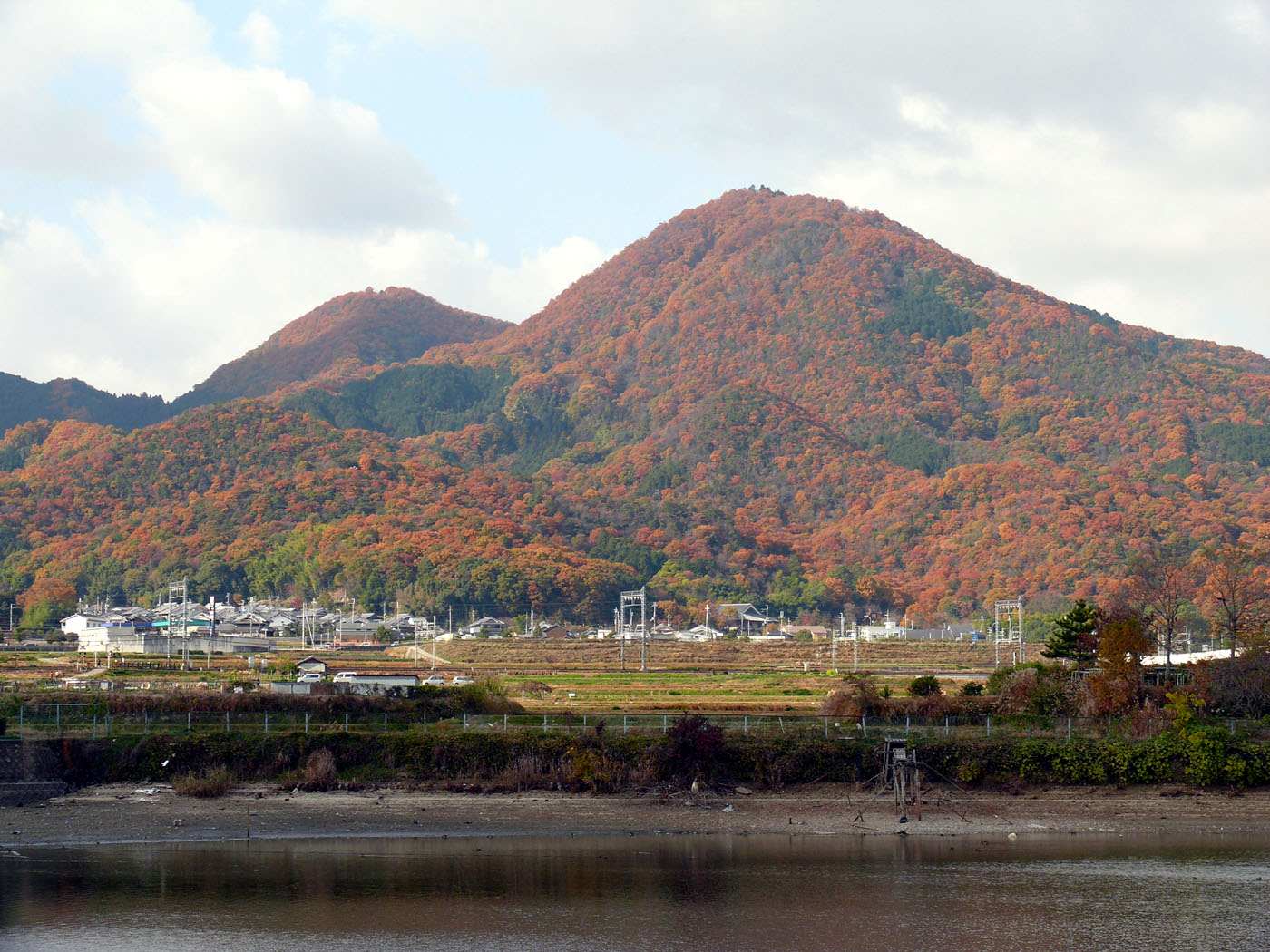
La sanukite est une roche dure noire produite dans le mont Nijo à la limite des préfectures d'Osaka et de Nara. Elle est utilisée pour produire des instruments de percussions traditionnels grâce à sa sonorité lorsqu'elle est découpée en plaques.

Les sanukitoïdes ou roches de la suite sanukitoïde sont des séries de roches plutoniques calco-alcalines méta-alumineuses, riches en magnésium, de chimie intermédiaire à felsique (pôle diorite à granite), donnant comme volcanites des adakites pauvres en silice — de type LSA (Low Silica Adakite) —, appelées localement au Japon "sanukites" ou "setouchites".
Ces sanukitoïdes dérivent :
- dans un contexte de sagduction à l'Archéen et Hadéen, de la fusion des komatiites (roches volcaniques ultramafiques issues du manteau primitif possédant une chimie particulière, différente de celle des roches mantelliques d'aujourd'hui), avec contamination crustale (de type "TTG").
- dans un contexte géodynamique de marge convergente :
  - de la fusion partielle d'une croûte océanique subductée (origine mafique et ultramafique), avec contamination crustale ;
  - lorsque plusieurs phases de fusion partielle se produisent, on obtient un type particulier, appauvri en éléments traces incompatibles. La volcanite issue de ce type est une variété d'adakite appelée boninite.

La plupart des sanukitoïdes se sont mises en place à la transition Archéen-Protérozoïque.

## Définition et localité-type
En 1984, Shirey et Hanson ont décrit de nouveaux types de roches archéennes plutoniques (diorites et granodiorites) et volcaniques (trachyandésites et rhyodacites) à Rainy Lake, au Canada. Ces roches n'étaient géochimiquement pas attribuables à leurs « voisins pétrologiques » (voisins dans le diagramme de Streckeisen[à vérifier]), les roches de la série "TTG", dont la composition en oxydes majeurs évoquait des sanukites (ou setouchites) : des andésites magnésiennes de volcanisme d'arc, datant du Miocène, de la péninsule de Setouchi au sud du Japon.
Une sanukite est une andésite caractérisée par l'orthopyroxène comme minéral mafique, l'albite comme plagioclase et une matrice vitreuse. Les roches formées par des processus similaires à ceux de la sanukite peuvent avoir des compositions en dehors du champ sanukitoïde.
Ces roches sont appelés « sanukitoïdes » en raison de leur similitude dans la composition chimique générale se différenciant notamment par le caractère plutonique. Ce terme était à l'origine utilisé pour définir une variété de roches plutoniques archéennes, mais inclut désormais également des roches plus jeunes ayant des caractéristiques géochimiques similaires,,,.

## Géochimie et typologies

### Généralités géochimiques et classification
Le terme a été initialement défini par Stern et al. (1989) pour désigner des roches plutoniques contenant entre 55 et 60 % en poids de SiO2, avec les caractéristiques géochimiques suivantes : Mg# > 0,6, Ni > 100 ppm, Cr > 200 ppm, K2O > 1 % pds, MgO > 6 % pds, Rb/Sr < 0,1, Ba > 500 ppm, Sr > 500 ppm, et un enrichissement en terres rares légères relativement aux terres rares lourdes[à vérifier], avec peu ou pas d'anomalie en europium. La suite sanukitoïde correspond donc à une série magmatique cogénétique de roches sanukitoïdes qui se sont enrichies en silice (jusqu’à 73 % pds SiO2) par cristallisation fractionnée. Les sanukitoïdes et la suite sanukitoïde constituent la série sanukitoïde comprenant l'éventail complet des typologies :
| Élément de classification | Sanukitoïdes s.s.    | Suite sanukitoïde | Série sanukitoïde      |
| ------------------------- | -------------------- | ----------------- | ---------------------- |
| Élément de classification | (Stern et al., 1989) | (Stern, 1989)     | (Heilimo et al., 2010) |
| SiO2                      | 55–60 %              | 55–73 %           | 50–70 %                |
| K2O                       | > 1 %                | 1–4 %             | 1.5–5 %                |
| MgO                       | > 6 %                | 0,5–6 %           | 1,5–9 %                |
| Mg#                       | > 0,6                | 0,4–0.6           | 0,45–0.65              |
| Cr                        | > 200 ppm            | 10–135 ppm        | 20–400 ppm             |
| Ni                        | > 100 ppm            | 5–80 ppm          | 15–200 ppm             |
| Sr                        | > 500 ppm            | > 500 ppm         | Sr + Ba > 1 400 ppm    |
| Ba                        | > 500 ppm            | > 500 ppm         | Sr + Ba > 1 400 ppm    |
| Rb/Sr                     | > 0,1                | non spécifié      | non spécifié           |

Les sanukitoïdes reflètent le caractère hybride avec un mélange de magmas basiques (issus de la fusion d'une croûte océanique recyclée dans le manteau), ultrabasiques (issus de fusion "usuelle" de péridotites mantelliques), et felsiques (issus de l'assimilation différentielle de divers éléments ou minéraux dans les composants préexistants, par contamination voire fusion au contact de granites, méta-sédiments, et roches de la série "TTG"), avec des apports par métasomatose,.
La composition de l’ensemble des sanukitoïdes dans le monde a démontré que ces magmas peuvent être classés en deux groupes de différenciation distincts (selon les mécanismes d’hybridation), :
- les sanukitoïdes pauvres en TiO2 (monzodiorite et granodiorite) proviennent d’une hybridation en un seul stade (hybridation d'un magma crustal et mantellique) ;
- les sanukitoïdes riches en TiO2 (monzodiorite et granodiorite) proviennent d’une hybridation en deux stades (hybridation d'un magma crustal et mantellique et deuxième fusion partielle de l'ensemble), ce type est plus riche en Fe, HFSE, REE et plus pauvre en Mg et éléments de transition ;
- les sanukitoïdes marginales, hors critère géochimique de classification d'une sanukitoïde, bien que les critères généraux (riche en Mg et mise en place) correspondent à une sanukitoïde.

### Fusion d'une croute océanique subductée (source mafique et ultramafique) avec contamination en contexte de subduction
Les sanukitoïdes sont similaires dans leur composition en éléments majeurs et éléments traces aux adakites (type LSA). On pense que les deux suites magmatiques se forment par la fusion d'un protolithe de roche ignée mafique qui a été métamorphisé en assemblages grenat-pyroxène (éclogite) ou grenat-amphibole,.
La source la plus courante de sanukitoïdes est probablement le manteau, qui a été auparavant métasomatisé par des silicates fondus dérivés de la fusion d'un slab chaud, jeune en subduction. Lorsque la croûte océanique est subductée et métamorphisée, elle est proche de son point de fusion et une légère augmentation de la température peut provoquer la fusion. Ces masses fondues sont initialement riches en silice à des fractions de fusion faibles qui diminuent au fur et à mesure de la fusion. Les matières fondues dérivées d'éclogite ou de roche à grenat-amphibole sont fortement enrichies en Sr (pas de plagioclase dans les résidus) et appauvries en terres rares lourdes et Y (grenat abondant en résidus). Cette masse fondue réagit avec le manteau pour créer les rapports caractéristiques Sr élevé ; Y faible et LREE / HREE élevé.
Certaines adakites (HSA : riche en silice) peuvent se former en faisant fondre les racines crustales épaisses des arcs insulaires, mais si celle-ci ne peuvent pas assimiler tous les composants du manteau, de sorte que les adakite de type LSA (typologie pauvre en silice) et les sanukitoïdes ne se formeront pas dans ce contexte. La forte présence de Mg, Ni et Cr, ainsi que les études de Srern et al. (1989) et Smithies et Champion (2009) montrent qu'il n'est pas possible de produire des sanukitoïdes avec un magma basique et une croute continentale seule, sans y inclure un apport mantellique ultramafique.
Les adakites se distinguent d'une autre variété d'andésite à haute teneur en Mg, appelée boninite. Les boninites ont des concentrations en éléments majeurs similaires à celles des sanukitoïdes, mais elles sont extrêmement appauvries en éléments traces incompatibles (par exemple, terres rares légères) malgré leur teneur en silice relativement élevée.

### Magmatisme associé à la sagduction de komatiites à l'Archéen-Hadéen
À l'Hadéen et l'Archéen, l'enfoncement de komatiite par sagduction dans la croute peut conduire à sa fusion et sa contamination par un magma de TTG.
Ce magmatisme spécifique produit des sanukitoïdes (d'un pôle droit à un pôle granite), se présentant souvent sous forme de monzodiorite et granodiorite à phénocristaux de feldspath potassique. Ces granites constituent 5 à 10 % des roches de l'Archéen.

### Synthèse
| Type de manteau | Contexte géodynamique | Mécanisme | Roche plutonique            | Roche volcanique                            | Caractéristiques |
| --------------- | --------------------- | --- | --------------------------- | ------------------------------------------- | ---------------- |
| Hadéen-Archéen  | Rifting océanique     | Fusion partielle du manteau primitif | Peridotite                  | Komatiites                                  |                  |
| Hadéen-Archéen  | Convergence de plaque | Fusion partielle de croute primitive | TTG                         | Adakite type HSA                            | Riche en silice  |
| Hadéen-Archéen  | Sagduction            | Komatiites + Contamination par des TTG | Sanukitoïdes pauvre en TiO2 | Adakite type LSA (sanukites ou setouchites) | Pauvre en silice |
| Toutes époques  | Subduction            | Fusion partielle de croute océanique subductée (avec roche mafique et ultramafique) + Contamination crustale ou par des TTG (Archéen)                                           | Sanukitoïdes pauvre en TiO2 | Adakite type LSA (sanukites ou setouchites) | Pauvre en silice |
| Toutes époques  | Subduction            | Fusion partielle de croute océanique subductée (avec roche mafique et ultramafique) + Contamination crustale ou par des TTG (Archéen) + Deuxième fusion partielle de l'ensemble | Sanukitoïdes riche en TiO2  | Adakite type LSA (sanukites ou setouchites) | Pauvre en silice |